# República Checa en los Juegos Paralímpicos de Tokio 2020
La República Checa estuvo representada en los Juegos Paralímpicos de Tokio 2020 por un total de 28 deportistas, 18 hombres y 10 mujeres.

## Medallistas
El equipo paralímpico checo obtuvo las siguientes medallas:
| Nombre                           | Deporte       | Evento                    |
| -------------------------------- | ------------- | ------------------------- |
| Oro                              |               |                           |
| Adam Peška                       | Bochas        | Individual BC3 mixto      |
| David Drahonínský                | Tiro con arco | Individual W1 masculino   |
| Plata                            |               |                           |
| Arnošt Petráček                  | Natación      | 50 m espalda S4 masculino |
| Šárka Musilová                   | Tiro con arco | Individual W1 femenino    |
| Šárka Musilová David Drahonínský | Tiro con arco | Por equipos W1 mixto      |
| Bronce                           |               |                           |
| Anna Luxová                      | Atletismo     | Peso F35 femenino         |
| Aleš Kisý                        | Atletismo     | Peso F53 masculino        |
| Jiří Suchánek Petr Svatoš        | Tenis de mesa | Equipo 3 masculino        |